# Mescalero (Új-Mexikó)
Mescalero (Mescalero nyelven: Mashgal) statisztikai település Otero megyében, Új-Mexikóban, a Mescalero Indián Rezervátumban. A 2020-as népszámlálás idején a lakosság száma 1480 fő volt.

## Történelme
Mescalero eredeti neve Blazer’s Mill volt, ahol a 19. század végén egy kisebb ütközet történt a Lincoln megyei háború során.

## Népesség
| Lakosok száma | 1233 | 1338 | 1480 |
|               | 2000 | 2010 | 2020 |

### Demográfia
Mescalero népessége a 2020-as népszámlálás idején 1480 fő volt, akik közül 10,1% rendelkezett egyetemi végzettséggel. Az átlagos háztartás éves bevétele 31 ezer dollár volt. 401 család élt a területen.

## Galéria
- A helyi apacs indián kaszinó
- A Szent József katolikus templom
- A Mescalero törzsi bolt
- A kaszinó hotele